# Yersinia Pestis (album)
Yersinia Pestis è il quarto album della band black metal Helheim.

## Tracce
1. Helheim4 – 1:32
2. Yersinia Pestis – 5:37
3. Stones to the Burden – 4:16
4. Sinners Wake – 3:43
5. Elde – 5:35
6. Warlot – 5:34
7. Den glemte lov – 4:15
8. God of Slander – 3:24
9. Iron Icon 9 – 3:50
10. Hjelmstorm – 4:31